# Jakkalamadagu, Chik Ballapur
Jakkalamadagu là một làng thuộc tehsil Chik Ballapur, huyện Kolar, bang Karnataka, Ấn Độ.